# Lista de vereadores de Santo Ângelo
Esta é a lista de vereadores do município brasileiro de Santo Ângelo, no Rio Grande do Sul.
A Câmara Municipal de Santo Ângelo é formada atualmente por quinze representantes, conforme determina a Emenda Constitucional nº 58, por um número de vereadores proporcional à população.

## 30ª legislatura (2025–2028)
Estes são os vereadores eleitos nas eleições de 6 de outubro de 2024 e empossados em 1º de janeiro de 2025:
|    | Nome                                                               | Partido                                        | Votos | %    | Observações |
| -- | ------------------------------------------------------------------ | ---------------------------------------------- | ----- | ---- | ----------- |
| 1  | Lorenzo Tonetto (Santo Ângelo, 06.09.2001–)                        | Partido Liberal (PL)                           | 2.804 | 6,63 | 1º mandato  |
| 2  | Francisco da Silva Medeiros (Santo Ângelo, 20.06.1985–)            | Partido Democrático Trabalhista (PDT)          | 1.137 | 2,69 | 1º mandato  |
| 3  | Márcio Pereira Antunes (Santo Ângelo, 17.07.1978–)                 | Movimento Democrático Brasileiro (MDB)         | 1.096 | 2,59 | 3º mandato  |
| 4  | Rosani Maria Lima Stocker (Santo Ângelo, 02.06.1963–)              | Partido Democrático Trabalhista (PDT)          | 1.091 | 2,58 | 1º mandato  |
| 5  | Enfermeira Andréia Bernardi (Santo Ângelo, 06.01.1981–)            | Partido Democrático Trabalhista (PDT)          | 1.088 | 2,57 | 1º mandato  |
| 6  | Jonatas Dutra Toledo (Chiapetta, 01.11.1987–)                      | Progressistas (PP)                             | 1.074 | 2,54 | 1º mandato  |
| 7  | Nivaldo Langer de Moura, Nene (Santo Ângelo, 27.05.1969–)          | Progressistas (PP)                             | 989   | 2,34 | 2º mandato  |
| 8  | Adolar Rodrigues Queiroz (Santo Ângelo, 07.12.1957–)               | Partido Democrático Trabalhista (PDT)          | 958   | 2,27 | 5º mandato  |
| 9  | Simone Vargas Lunkes (Santa Rosa, 02.01.1977–)                     | Partido Democrático Trabalhista (PDT)          | 919   | 2,17 | 2º mandato  |
| 10 | Vinicius Damião Makvitz, Vini (Santo Ângelo, 25.12.1980–)          | Movimento Democrático Brasileiro (MDB)         | 896   | 2,12 | 3º mandato  |
| 11 | Osvaldir Ribeiro de Souza, Vando (Entre-Ijuís, 09.07.1963–)        | Partido da Social Democracia Brasileira (PSDB) | 879   | 2,08 | 5º mandato  |
| 12 | Carlos Alberto Gromoski de Oliveira (Santo Ângelo, 12.02.1971–)    | Partido Liberal (PL)                           | 847   | 2,00 | 1º mandato  |
| 13 | Vilson Rodrigues da Rocha, Buiu (Santo Ângelo, 28.09.1965–)        | Progressistas (PP)                             | 782   | 1,85 | 1º mandato  |
| 14 | Noli Belmiro dos Reis, Tenente Belmiro (Santo Ângelo, 01.01.1966–) | Partido Liberal (PL)                           | 733   | 1,73 | 1º mandato  |
| 15 | Cristian Carmo Fontella (São Borja, 05.09.1981–)                   | Partido dos Trabalhadores (PT)                 | 730   | 1,73 | 1º mandato  |

## 29ª legislatura (2021–2024)
Estes são os vereadores eleitos nas eleições de 15 de novembro de 2020 e empossados em 1º de janeiro de 2021:
|    | Nome                                                                   | Partido                                         | Votos | %    | Observações |
| -- | ---------------------------------------------------------------------- | ----------------------------------------------- | ----- | ---- | ----------- |
| 1  | Valdemir Roepke, Nanaco (Santo Ângelo, 08.06.1963–)                    | Partido Democrático Trabalhista (PDT)           | 1.157 | 2,81 | 3º mandato  |
| 2  | Maurício Frizzo Loureiro (2024) (Santo Ângelo, 10.02.1988–)            | Partido Democrático Trabalhista (PDT)           | 1.019 | 2,48 | 2º mandato  |
| 3  | Nader Hassan Awad (2021) (Santo Ângelo, 14.11.1960–)                   | Partido Social Democrático (PSD)                | 926   | 2,25 | 2º mandato  |
| 4  | Rodrigo Thomas Flores (Santo Ângelo, 16.11.1980–)                      | Partido Democrático Trabalhista (PDT)           | 902   | 2,19 | 1º mandato  |
| 5  | Carlos Alberto Gonçalves (2023) (Alecrim, 24.07.1970–)                 | Partido Renovador Trabalhista Brasileiro (PRTB) | 850   | 2,07 | 1º mandato  |
| 6  | Osvaldir Ribeiro de Souza, Vando (2022) (Entre-Ijuís, 09.07.1963–)     | Movimento Democrático Brasileiro (MDB)          | 825   | 2,01 | 4º mandato  |
| 7  | Felippe Terra Grass (Santo Ângelo, 06.04.1994–)                        | Partido Democrático Trabalhista (PDT)           | 812   | 1,97 | 2º mandato  |
| 8  | Jacqueline Possebom, Enfermeira Jacqueline (Santo Ângelo, 26.06.1971–) | Partido Democrático Trabalhista (PDT)           | 808   | 1,96 | 3º mandato  |
| 9  | Nivaldo Langer de Moura, Nêne (Santo Ângelo, 27.05.1969–)              | Progressistas (PP)                              | 803   | 1,95 | 1º mandato  |
| 10 | Márcio Pereira Antunes (Santo Ângelo, 17.07.1978–)                     | Movimento Democrático Brasileiro (MDB)          | 801   | 1,95 | 2º mandato  |
| 11 | André Luiz Pedroso (Santo Ângelo, 01.12.1981–)                         | Partido Renovador Trabalhista Brasileiro (PRTB) | 698   | 1,70 | 1º mandato  |
| 12 | Gilberto Corazza (Alto Alegre, 15.02.1960–)                            | Partido dos Trabalhadores (PT)                  | 694   | 1,69 | 4º mandato  |
| 13 | Nerison Luis Vieira de Abreu (Santo Ângelo, 20.09.1968–)               | Partido Renovador Trabalhista Brasileiro (PRTB) | 682   | 1,66 | 1º mandato  |
| 14 | Marcos André de Almeida (Cerro Largo, 13.05.1974–)                     | Partido Trabalhista Brasileiro (PTB)            | 644   | 1,57 | 1º mandato  |
| 15 | João Garcia Cardoso (São Luiz Gonzaga, 29.05.1968–)                    | Partido Social Liberal (PSL)                    | 526   | 1,28 | 1º mandato  |

## 28ª legislatura (2017–2020)
Estes são os vereadores eleitos nas eleições de 2 de outubro de 2016 e empossados em 1º de janeiro de 2017:
|    | Nome                                                                              | Partido                                            | Votos | %    | Observações |
| -- | --------------------------------------------------------------------------------- | -------------------------------------------------- | ----- | ---- | ----------- |
| 1  | Maurício Frizzo Loureiro (Santo Ângelo, 10.02.1988–)                              | Partido Democrático Trabalhista (PDT)              | 2.221 | 4,89 | 1º mandato  |
| 2  | Felippe Terra Grass (Santo Ângelo, 06.04.1994–)                                   | Partido Democrático Trabalhista (PDT)              | 1.799 | 3,96 | 1º mandato  |
| 3  | Lucas Jeske Lima Gonçalves (Santo Ângelo, 08.08.1984–)                            | Partido do Movimento Democrático Brasileiro (PMDB) | 1.542 | 3,40 | 1º mandato  |
| 4  | Jacqueline Possebom dos Santos, Enfermeira Jacqueline (Santo Ângelo, 26.06.1971–) | Partido Democrático Trabalhista (PDT)              | 1.401 | 3,09 | 2º mandato  |
| 5  | Vinícius Damião Makvitz (Santo Ângelo, 25.12.1980–)                               | Partido do Movimento Democrático Brasileiro (PMDB) | 1.393 | 3,07 | 2º mandato  |
| 6  | Dionísio Faganello (2019) (Santo Ângelo, 28.07.1962–)                             | Democratas (DEM)                                   | 1.180 | 2,60 | 1º mandato  |
| 7  | Pedro Silvestre Perkoski Waszkiewicz, Pedrão (2020) (Santo Ângelo, 20.04.1963–)   | Partido Social Democrático (PSD)                   | 1.148 | 2,53 | 3º mandato  |
| 8  | Neila Zilá Andres (Tupanciretã, 04.09.1949–)                                      | Partido Progressista (PP)                          | 1.105 | 2,43 | 3º mandato  |
| 9  | Everaldo de Oliveira Batista (2018) (Santo Ângelo, 14.06.1971–)                   | Partido Democrático Trabalhista (PDT)              | 1.097 | 2,42 | 2º mandato  |
| 10 | Paulo Sérgio dos Santos e Silva, Paulão (Santo Ângelo, 04.01.1964–)               | Partido Progressista (PP)                          | 1.093 | 2,41 | 1º mandato  |
| 11 | Evandro Carlos Nolasco (Santo Ângelo, 14.06.1972–)                                | Partido Democrático Trabalhista (PDT)              | 1.063 | 2,34 | 1º mandato  |
| 12 | Adolar Rodrigues Queiroz (2017) (Santo Ângelo, 07.12.1957–)                       | Partido Democrático Trabalhista (PDT)              | 965   | 2,13 | 4º mandato  |
| 13 | Márcio Pereira Antunes (Santo Ângelo, 17.07.1978–)                                | Partido Progressista (PP)                          | 946   | 2,08 | 1º mandato  |
| 14 | Rodrigo Trevisan (Santo Ângelo, 28.10.1974–)                                      | Partido Progressista (PP)                          | 855   | 1,88 | 1º mandato  |
| 15 | Ademir Rodrigues de Queiroz (Santo Ângelo, 28.01.1962–)                           | Partido Trabalhista Brasileiro (PTB)               | 650   | 1,43 | 1º mandato  |

## 27ª legislatura (2013–2016)
Estes são os vereadores eleitos nas eleições de 7 de outubro de 2012 e empossados em 1º de janeiro de 2013:
|    | Nome                                                                                    | Partido                                            | Votos | %    | Observações |
| -- | --------------------------------------------------------------------------------------- | -------------------------------------------------- | ----- | ---- | ----------- |
| 1  | Jacques Gonçalves Barbosa (07 a 12.2013) (Santo Ângelo, 12.05.1970–)                    | Partido Democrático Trabalhista (PDT)              | 2.138 | 4,54 | 1º mandato  |
| 2  | Nader Hassan Awad (01 a 06.2015) (Santo Ângelo, 14.11.1960–)                            | Partido Democrático Trabalhista (PDT)              | 1.702 | 3,62 | 1º mandato  |
| 3  | Neila Zilá Andres (Tupanciretã, 04.09.1949–)                                            | Partido Progressista (PP)                          | 1.553 | 3,30 | 2º mandato  |
| 4  | Vinícius Damião Makvitz (07 a 12.2014) (Santo Ângelo, 25.12.1980–)                      | Partido do Movimento Democrático Brasileiro (PMDB) | 1.504 | 3,20 | 1º mandato  |
| 5  | Diomar Lino Formenton (01 a 06.2014) (Marcelino Ramos, 03.09.1960–)                     | Partido dos Trabalhadores (PT)                     | 1.503 | 3,19 | 1º mandato  |
| 6  | André Vicente Fenner Marques (01 a 06.2013) (Santo Ângelo, 11.06.1972–)                 | Partido Democrático Trabalhista (PDT)              | 1.473 | 3,13 | 2º mandato  |
| 7  | Jacqueline Possebom dos Santos, Enfermeira Jacqueline (Santo Ângelo, 26.06.1971–)       | Partido Democrático Trabalhista (PDT)              | 1.445 | 3,07 | 1º mandato  |
| 8  | Arlindo Diel (Santo Ângelo, 27.08.1956–)                                                | Democratas (DEM)                                   | 1.340 | 2,85 | 4º mandato  |
| 9  | Paulo Francisco de Azeredo (Rio Pardo, 29.01.1949–)                                     | Partido do Movimento Democrático Brasileiro (PMDB) | 1.267 | 2,69 | 4º mandato  |
| 10 | Lauri Juliani (Santo Ângelo, 27.07.1965–)                                               | Partido Democrático Trabalhista (PDT)              | 1.115 | 2,37 | 2º mandato  |
| 11 | Osvaldir Ribeiro de Souza, Vando (07 a 12.2016) (Entre-Ijuís, 09.07.1963–)              | Partido do Movimento Democrático Brasileiro (PMDB) | 1.109 | 2,36 | 3º mandato  |
| 12 | Everaldo de Oliveira Batista (Santo Ângelo, 14.06.1971–)                                | Partido Democrático Trabalhista (PDT)              | 1.093 | 2,32 | 1º mandato  |
| 13 | Pedro Silvestre Perkoski Waszkiewicz, Pedrão (07 a 12.2015) (Santo Ângelo, 20.04.1963–) | Partido Democrático Trabalhista (PDT)              | 1.045 | 2,22 | 2º mandato  |
| 14 | Gilberto Corazza (01 a 06.2016) (Alto Alegre, 15.02.1960–)                              | Partido dos Trabalhadores (PT)                     | 960   | 2,04 | 3º mandato  |
| 15 | Marcos Moreira Mattos (Bagé, 06.10.1966–)                                               | Partido da República (PR)                          | 885   | 1,88 | 1º mandato  |

## 26ª legislatura (2009–2012)
Estes são os vereadores eleitos nas eleições de 5 de outubro de 2008 e empossados em 1º de janeiro de 2009:
|    | Nome                                                                            | Partido                                            | Votos | %    | Observações |
| -- | ------------------------------------------------------------------------------- | -------------------------------------------------- | ----- | ---- | ----------- |
| 1  | André Vicente Fenner Marques (Santo Ângelo, 11.06.1972–)                        | Partido Democrático Trabalhista (PDT)              | 2.699 | 5,83 | 1º mandato  |
| 2  | Paulo Francisco de Azeredo (07 a 12.2011) (Rio Pardo, 29.01.1949–)              | Partido do Movimento Democrático Brasileiro (PMDB) | 1.962 | 4,24 | 3º mandato  |
| 3  | Pedro Silvestre Perkoski Waszkiewicz, Pedrão (2009) (Santo Ângelo, 20.04.1963–) | Partido Democrático Trabalhista (PDT)              | 1.895 | 4,09 | 1º mandato  |
| 4  | Fernando Diel (01 a 06.2011) (Santo Ângelo, 28.10.1982–)                        | Democratas (DEM)                                   | 1.780 | 3,85 | 1º mandato  |
| 5  | Valdemir Roepke, Nanaco (2010) e (2012) (Santo Ângelo, 08.06.1963–)             | Partido Democrático Trabalhista (PDT)              | 1.577 | 3,41 | 2º mandato  |
| 6  | Edson Antônio da Silva Martins (Santo Ângelo, 03.07.1965–)                      | Partido Democrático Trabalhista (PDT)              | 1.489 | 3,22 | 3º mandato  |
| 7  | Lenir Stocker Diel (Santo Ângelo, 17.10.1952–)                                  | Partido Progressista (PP)                          | 1.450 | 3,13 | 2º mandato  |
| 8  | Neila Zilá Andres (Tupanciretã, 04.09.1949–)                                    | Partido Progressista (PP)                          | 1.443 | 3,12 | 1º mandato  |
| 9  | Gilberto Corazza (Alto Alegre, 15.02.1960–)                                     | Partido dos Trabalhadores (PT)                     | 1.061 | 2,29 | 2º mandato  |
| 10 | Mauro José Manica (Santo Ângelo, 13.10.1965–)                                   | Partido dos Trabalhadores (PT)                     | 1.015 | 2,19 | 1º mandato  |

## 25ª legislatura (2005–2008)
Estes são os vereadores eleitos nas eleições de 3 de outubro de 2004 e empossados em 1º de janeiro de 2005:
|    | Nome                                                                       | Partido                                            | Votos | %    | Observações |
| -- | -------------------------------------------------------------------------- | -------------------------------------------------- | ----- | ---- | ----------- |
| 1  | Lenir Stocker Diel (2005) (Santo Ângelo, 17.10.1952–)                      | Partido Progressista (PP)                          | 1.875 | 4,03 | 1º mandato  |
| 2  | Edson Antônio da Silva Martins (07 a 12.2007) (Santo Ângelo, 03.07.1965–)  | Partido Democrático Trabalhista (PDT)              | 1.608 | 3,45 | 2º mandato  |
| 3  | Armindo Fiorin Zenkner (Santo Ângelo, 07.08.1957–)                         | Partido Progressista (PP)                          | 1.592 | 3,42 | 5º mandato  |
| 4  | Osvaldir Ribeiro de Souza, Vando (01 a 06.2007) (Entre-Ijuís, 09.07.1963–) | Partido do Movimento Democrático Brasileiro (PMDB) | 1.567 | 3,37 | 2º mandato  |
| 5  | Francisco Marasca (Porto Xavier, 13.03.1958–)                              | Partido do Movimento Democrático Brasileiro (PMDB) | 1.404 | 3,02 | 1º mandato  |
| 6  | André José Kryszczun (Catuípe, 26.10.1976–)                                | Partido Socialista Brasileiro (PSB)                | 1.362 | 2,93 | 1º mandato  |
| 7  | Vilson Rossini (Santa Rosa, 15.09.1965–)                                   | Partido da Frente Liberal (PFL)                    | 1.307 | 2,81 | 2º mandato  |
| 8  | José Podgorski, Juca (Santo Ângelo, 20.01.1959–)                           | Partido Democrático Trabalhista (PDT)              | 1.075 | 2,31 | 1º mandato  |
| 9  | Enio Cesar Marciano Machado (2006) (Santo Ângelo, 01.06.1959–)             | Partido do Movimento Democrático Brasileiro (PMDB) | 1.071 | 2,30 | 4º mandato  |
| 10 | Eduardo Inácio Pereira e Silva, Fino (2008) (Tupanciretã, 15.10.1951–)     | Partido Trabalhista Brasileiro (PTB)               | 1.037 | 2,23 | 3º mandato  |
| —  | Nara Helena Damião Makvitz (Santo Ângelo, 02.08.1958–)                     | Partido do Movimento Democrático Brasileiro (PMDB) | 1.063 | 2,28 | 1º mandato  |
| —  | Maurício Rodrigues de Castro (Santo Ângelo, 08.12.1975–)                   | Partido do Movimento Democrático Brasileiro (PMDB) | 882   | 1,89 | 2º mandato  |

## 24ª legislatura (2001–2004)
Estes são os vereadores eleitos nas eleições de 1º de outubro de 2000 e empossados em 1º de janeiro de 2001:
|    | Nome                                                                            | Partido                                            | Votos | %    | Observações                                       |
| -- | ------------------------------------------------------------------------------- | -------------------------------------------------- | ----- | ---- | ------------------------------------------------- |
| 1  | Arlindo Diel (2002) (Santo Ângelo, 27.08.1956–)                                 | Partido da Frente Liberal (PFL)                    | 1.216 | 2,74 | 3º mandato                                        |
| 2  | Alberto Wachter (2003) (Santo Ângelo, 23.03.1953–)                              | Partido Progressista Brasileiro (PPB)              | 1.022 | 2,30 | 3º mandato                                        |
| 3  | Hed Orozimbo Soares Brittes (Santo Ângelo, 13.08.1962–Santo Ângelo, 01.09.2014) | Partido Progressista Brasileiro (PPB)              | 967   | 2,18 | 3º mandato                                        |
| 4  | Armindo Fiorin Zenkner (Santo Ângelo, 07.08.1957–)                              | Partido Progressista Brasileiro (PPB)              | 884   | 1,99 | 4º mandato                                        |
| 5  | Hélio Costa de Oliveira (Taquari, 21.07.1952–Santo Ângelo, 16.08.2021)          | Partido Democrático Trabalhista (PDT)              | 883   | 1,99 | 2º mandato                                        |
| 6  | Paulo Francisco de Azeredo (Rio Pardo, 29.01.1949–)                             | Partido Trabalhista Brasileiro (PTB)               | 786   | 1,77 | 2º mandato                                        |
| 7  | Enio Cesar Marciano Machado (Santo Ângelo, 01.06.1959–)                         | Partido Democrático Trabalhista (PDT)              | 782   | 1,76 | 3º mandato                                        |
| 8  | Adolar Rodrigues Queiroz (Santo Ângelo, 07.12.1957–)                            | Partido Democrático Trabalhista (PDT)              | 758   | 1,71 | 3º mandato                                        |
| 9  | Dalmir Renato Ledur (Porto Lucena, 20.04.1960–)                                 | Partido dos Trabalhadores (PT)                     | 749   | 1,68 | 2º mandato                                        |
| 10 | José Marques da Silva (07 a 12.2004) (Canguçu, 28.05.1935–)                     | Partido do Movimento Democrático Brasileiro (PMDB) | 702   | 1,58 | 1º mandato                                        |
| 11 | Ernesto Rolando Diel (Santo Ângelo, 02.08.1948–)                                | Partido Progressista Brasileiro (PPB)              | 697   | 1,57 | 5º mandato                                        |
| 12 | Maurício Rodrigues de Castro (Santo Ângelo, 08.12.1975–)                        | Partido do Movimento Democrático Brasileiro (PMDB) | 697   | 1,57 | 1º mandato                                        |
| 13 | Edson Antônio da Silva Martins (Santo Ângelo, 03.07.1965–)                      | Partido Democrático Trabalhista (PDT)              | 695   | 1,56 | 1º mandato                                        |
| 14 | Juarez Alves Lemos (01 a 06.2004) (Santo Ângelo, 24.10.1949–12.08.2004)         | Partido do Movimento Democrático Brasileiro (PMDB) | 689   | 1,55 | 4º mandato. Faleceu durante o mandato             |
| 15 | João Baptista Santos da Silva (2001) (Ijuí, 26.08.1945–)                        | Partido Democrático Trabalhista (PDT)              | 644   | 1,45 | 8º mandato                                        |
| 16 | Maria de Fátima Dalla Costa Moor (Santo Ângelo, 20.07.1954–)                    | Partido dos Trabalhadores (PT)                     | 625   | 1,41 | 1º mandato                                        |
| 17 | José Valduci Ramos (Santo Ângelo, 05.02.1955–)                                  | Partido do Movimento Democrático Brasileiro (PMDB) | 601   | 1,35 | 1º mandato                                        |
| 18 | Vilson Rossini (Santa Rosa, 15.09.1965–)                                        | Partido da Frente Liberal (PFL)                    | 566   | 1,27 | 1º mandato                                        |
| 19 | Bruno Steglich (Santo Ângelo, 09.11.1944–)                                      | Partido do Movimento Democrático Brasileiro (PMDB) | 535   | 1,20 | 2º mandato                                        |
| —  | Osvaldir Ribeiro de Souza, Vando (Entre-Ijuís, 09.07.1963–)                     | Partido do Movimento Democrático Brasileiro (PMDB) | 533   | 1,19 | 1º mandato. Assumiu devido falecimento do titular |
| 20 | Valdemir Roepke, Nanaco (Santo Ângelo, 08.06.1963–)                             | Partido Progressista Brasileiro (PPB)              | 506   | 1,14 | 1º mandato                                        |
| 21 | Gelso Jorge Jacques (Três Passos, 08.10.1963–)                                  | Partido Socialista Brasileiro (PSB)                | 479   | 1,08 | 1º mandato                                        |

## 23ª legislatura (1997–2000)
Estes são os vereadores eleitos nas eleições de 3 de outubro de 1996 e empossados em 1º de janeiro de 1997:
|    | Nome                                                                                         | Partido                                            | Votos | %    | Observações                                       |
| -- | -------------------------------------------------------------------------------------------- | -------------------------------------------------- | ----- | ---- | ------------------------------------------------- |
| 1  | Hed Orozimbo Soares Brittes (Santo Ângelo, 13.08.1962–Santo Ângelo, 01.09.2014)              | Partido Progressista Brasileiro (PPB)              | 1.452 | 3,37 | 2º mandato                                        |
| 2  | Juarez Alves Lemos (07 a 12.1998) (Santo Ângelo, 24.10.1949–12.08.2004)                      | Partido do Movimento Democrático Brasileiro (PMDB) | 1.240 | 2,88 | 3º mandato                                        |
| 3  | Ernesto Rolando Diel (Santo Ângelo, 02.08.1948–)                                             | Partido Progressista Brasileiro (PPB)              | 1.146 | 2,66 | 4º mandato                                        |
| 4  | Paulo Francisco de Azeredo (01 a 06.1998) (Rio Pardo, 29.01.1949–)                           | Partido Trabalhista Brasileiro (PTB)               | 1.121 | 2,61 | 1º mandato                                        |
| 5  | Adolar Rodrigues Queiroz (1997) (Santo Ângelo, 07.12.1957–)                                  | Partido Democrático Trabalhista (PDT)              | 1.042 | 2,42 | 2º mandato                                        |
| 6  | Armindo Fiorin Zenkner (07 a 12.1999) (Santo Ângelo, 07.08.1957–)                            | Partido Progressista Brasileiro (PPB)              | 994   | 2,31 | 3º mandato                                        |
| 7  | Luis Antonio Carvalho Gomes (Santo Ângelo, 23.01.1955–)                                      | Partido Democrático Trabalhista (PDT)              | 975   | 2,27 | 1º mandato                                        |
| 8  | Francisco Medeiros (Santo Ângelo, 10.05.1951–)                                               | Partido Democrático Trabalhista (PDT)              | 953   | 2,21 | 1º mandato                                        |
| 9  | Lauri Juliani (Santo Ângelo, 27.07.1965–)                                                    | Partido do Movimento Democrático Brasileiro (PMDB) | 931   | 2,16 | 1º mandato                                        |
| 10 | João Baptista Santos da Silva (Ijuí, 26.08.1945–)                                            | Partido Democrático Trabalhista (PDT)              | 910   | 2,12 | 7º mandato                                        |
| 11 | Bruno Steglich (Santo Ângelo, 09.11.1944–)                                                   | Partido do Movimento Democrático Brasileiro (PMDB) | 869   | 2,02 | 1º mandato                                        |
| 12 | Jânio Fernando Bones (Santo Ângelo, 01.10.1960–)                                             | Partido Democrático Trabalhista (PDT)              | 818   | 1,90 | 1º mandato                                        |
| 13 | Luís Carlos Gonçalves dos Santos (Santo Ângelo, 21.07.1963–)                                 | Partido Democrático Trabalhista (PDT)              | 795   | 1,85 | 1º mandato                                        |
| 14 | Isaac Cavalheiro da Silva (01 a 06.1999) (Santo Ângelo, 30.07.1957–Santo Ângelo, 18.09.2021) | Partido do Movimento Democrático Brasileiro (PMDB) | 794   | 1,85 | 1º mandato                                        |
| 15 | Enio Cesar Marciano Machado (2000) (Santo Ângelo, 01.06.1959–)                               | Partido Democrático Trabalhista (PDT)              | 790   | 1,84 | 2º mandato                                        |
| 16 | Vilmar Antonio Maicá (Santo Ângelo, 02.11.1955–)                                             | Partido Progressista Brasileiro (PPB)              | 778   | 1,81 | 2º mandato                                        |
| 17 | Omar Santos de Almeida (Santo Ângelo, 28.07.1944–)                                           | Partido dos Trabalhadores (PT)                     | 761   | 1,77 | 1º mandato                                        |
| 18 | Marly Loewenthal Marchetti (Cruz Alta, ??–)                                                  | Partido dos Trabalhadores (PT)                     | 652   | 1,52 | 1º mandato                                        |
| 19 | Geraldo Onézio Fonseca (Santo Ângelo, 24.12.1957–)                                           | Partido do Movimento Democrático Brasileiro (PMDB) | 595   | 1,38 | 1º mandato                                        |
| 20 | José Antonio Pereira e Silva (Santo Cristo, 16.05.1953–)                                     | Partido Progressista Brasileiro (PPB)              | 560   | 1,30 | 1º mandato                                        |
| 21 | Ademir Bastos da Veiga                                                                       | Partido dos Trabalhadores (PT)                     | 544   | 1,26 | 1º mandato. Faleceu durante o mandato             |
| —  | Alcebíades Flores Machado (Santiago, 27.10.1951–)                                            | Partido Socialista Brasileiro (PSB)                | 515   | 1,20 | 1º mandato. Assumiu devido falecimento do titular |

## 22ª legislatura (1993–1996)
Estes são os vereadores eleitos nas eleições de 3 de outubro de 1992 e empossados em 1º de janeiro de 1993:
|    | Nome                                                                               | Partido                                            | Votos | Observações |
| -- | ---------------------------------------------------------------------------------- | -------------------------------------------------- | ----- | ----------- |
| 1  | Arlindo Diel (07 a 12.1993) (Santo Ângelo, 27.08.1956–)                            | Partido Democrático Social (PDS)                   | 1.314 | 2º mandato  |
| 2  | Hed Orozimbo Soares Brittes (Santo Ângelo, 13.08.1962–Santo Ângelo, 01.09.2014)    | Partido Democrático Social (PDS)                   | 1.128 | 1º mandato  |
| 3  | Alberto Wachter (Santo Ângelo, 23.03.1953–)                                        | Partido Democrático Social (PDS)                   | 1.128 | 2º mandato  |
| 4  | Adolar Rodrigues Queiroz (Santo Ângelo, 07.12.1957–)                               | Partido Democrático Trabalhista (PDT)              | 1.075 | 1º mandato  |
| 5  | Otávio Dárcio Ferreira (07 a 12.1995) (–05.2006)                                   | Partido Democrático Social (PDS)                   | 1.069 | 1º mandato  |
| 6  | Armindo Fiorin Zenkner (Santo Ângelo, 07.08.1957–)                                 | Partido Democrático Social (PDS)                   | 877   | 2º mandato  |
| 7  | Ernesto Rolando Diel (Santo Ângelo, 02.08.1948–)                                   | Partido Democrático Social (PDS)                   | 826   | 3º mandato  |
| 8  | Enio Cesar Marciano Machado (01 a 06.1995) (Santo Ângelo, 01.06.1959–)             | Partido Democrático Trabalhista (PDT)              | 788   | 1º mandato  |
| 9  | Luiz Gilmar Borges (Santo Ângelo, 08.05.1959–)                                     | Partido Democrático Trabalhista (PDT)              | 740   | 1º mandato  |
| 10 | Rudimar Biermann da Luz                                                            | Partido Democrático Trabalhista (PDT)              | 737   | 1º mandato  |
| 11 | João Auri Matzembacher (–Santo Ângelo, 27.02.2013)                                 | Partido Democrático Social (PDS)                   | 735   | 2º mandato  |
| 12 | Luiz Antonio Carvalho Borges                                                       | Partido Democrático Trabalhista (PDT)              | 729   | 1º mandato  |
| 13 | João Baptista Santos da Silva (01 a 06.1993) (Ijuí, 26.08.1945–)                   | Partido Democrático Trabalhista (PDT)              | 724   | 6º mandato  |
| 14 | Francisco Lima Gonçalves (Santo Ângelo, 20.12.1955–)                               | Partido do Movimento Democrático Brasileiro (PMDB) | 707   | 1º mandato  |
| 15 | Vilmar Antonio Maicá (1996) (Santo Ângelo, 02.11.1955–)                            | Partido Democrático Social (PDS)                   | 697   | 1º mandato  |
| 16 | Elpídio Alves da Silva (Santo Ângelo, 02.11.1955–)                                 | Partido Democrático Social (PDS)                   | 672   | 1º mandato  |
| 17 | Silvano Adroaldo do Nascimento Saragoso (01 a 06.1994) (Santo Ângelo, ??.06.1950–) | Partido Democrático Trabalhista (PDT)              | 669   | 2º mandato  |
| 18 | Carlos Luiz Lunardi                                                                | Partido Democrático Trabalhista (PDT)              | 646   | 2º mandato  |
| 19 | Hélio Costa de Oliveira (Taquari, 21.07.1952–Santo Ângelo, 16.08.2021)             | Partido Democrático Social (PDS)                   | 638   | 1º mandato  |
| 20 | Dalmir Renato Ledur (Porto Lucena, 20.04.1960–)                                    | Partido dos Trabalhadores (PT)                     | 497   | 1º mandato  |
| 21 | Gilberto Corazza (Alto Alegre, 15.02.1960–)                                        | Partido dos Trabalhadores (PT)                     | 378   | 1º mandato  |

## 21ª legislatura (1989–1992)
Estes são os vereadores eleitos nas eleições de 15 de novembro de 1988 e empossados em 1º de janeiro de 1989:
|    | Nome                                                                    | Partido                                            | Votos | Observações                                       |
| -- | ----------------------------------------------------------------------- | -------------------------------------------------- | ----- | ------------------------------------------------- |
| 1  | Arlindo Diel (Santo Ângelo, 27.08.1956–)                                | Partido Democrático Social (PDS)                   | 822   | 1º mandato                                        |
| 2  | Juarez Alves Lemos (07 a 12.1991) (Santo Ângelo, 24.10.1949–12.08.2004) | Partido do Movimento Democrático Brasileiro (PMDB) | 769   | 2º mandato                                        |
| 3  | Ernesto Rolando Diel (01 a 06.1991) (Santo Ângelo, 02.08.1948–)         | Partido Democrático Social (PDS)                   | 757   | 2º mandato                                        |
| 4  | Odorico Bessa Almeida (07 a 12.1992) (Santo Ângelo, 02.08.1936–)        | Partido Democrático Social (PDS)                   | 694   | 1º mandato                                        |
| 5  | Eduardo Inácio Pereira e Silva (1990) (Tupanciretã, 15.10.1951–)        | Partido Democrático Social (PDS)                   | 667   | 2º mandato                                        |
| 6  | João Auri Matzembacher (–Santo Ângelo, 27.02.2013)                      | Partido Democrático Social (PDS)                   | 666   | 1º mandato                                        |
| 7  | Reinaldo Santos e Silva (Miracema, 14.02.1949–)                         | Partido Democrático Social (PDS)                   | 650   | 1º mandato                                        |
| 8  | Nery de Mello                                                           | Partido do Movimento Democrático Brasileiro (PMDB) | 645   | 1º mandato                                        |
| 9  | Júlio Ubiratan dos Reis (07 a 12.1992) (Santo Ângelo, 08.05.1948–)      | Partido Democrático Social (PDS)                   | 626   | 2º mandato                                        |
| 10 | Walter Silva (–04.09.1990)                                              | Partido Democrático Social (PDS)                   | 556   | 1º mandato. Faleceu durante o mandato             |
| 11 | Emília Clemente Nenê dos Santos                                         | Partido Democrático Social (PDS)                   | 551   | 1º mandato                                        |
| 12 | Carlos Luiz Lunardi                                                     | Partido Democrático Trabalhista (PDT)              | 551   | 1º mandato                                        |
| 13 | Nelson Fonseca de Mello (Santo Ângelo, 12.03.1953–)                     | Partido Democrático Social (PDS)                   | 546   | 1º mandato                                        |
| —  | Armindo Fiorin Zenkner (Santo Ângelo, 07.08.1957–)                      | Partido Democrático Social (PDS)                   | 533   | 1º mandato. Assumiu devido falecimento do titular |
| 14 | Alceu Luiz Mioso (Santo Cristo, 26.10.1951–)                            | Partido Democrático Trabalhista (PDT)              | 509   | 1º mandato                                        |
| 15 | José Luiz Netto (Vitória das Missões, 17.01.1930–)                      | Partido Democrático Trabalhista (PDT)              | 505   | 2º mandato                                        |
| 16 | Silvano Adroaldo do Nascimento Saragoso (Santo Ângelo, ??.06.1950–)     | Partido Democrático Trabalhista (PDT)              | 463   | 1º mandato                                        |
| 17 | Eliseu Mânica                                                           | Partido do Movimento Democrático Brasileiro (PMDB) | 449   | 1º mandato                                        |
| 18 | João Baptista Santos da Silva (1989) (Ijuí, 26.08.1945–)                | Partido Democrático Trabalhista (PDT)              | 432   | 5º mandato                                        |
| 19 | Vitório de Souza (Santo Ângelo, 08.07.1939–)                            | Partido do Movimento Democrático Brasileiro (PMDB) | 350   | 1º mandato                                        |
| 20 | Luiz Grzechota                                                          | Partido do Movimento Democrático Brasileiro (PMDB) | 339   | 1º mandato                                        |
| 21 | Paulo Joel Bender Leal (Santa Maria, 18.06.1959–)                       | Partido dos Trabalhadores (PT)                     | 311   | 1º mandato                                        |

## 20ª legislatura (1983–1988)
Estes são os vereadores eleitos nas eleições de 15 de novembro de 1982 e empossados em 31 de janeiro de 1983:
|    | Nome                                                                  | Partido                                            | Votos | Observações |
| -- | --------------------------------------------------------------------- | -------------------------------------------------- | ----- | ----------- |
| 1  | Juarez Alves Lemos (Santo Ângelo, 24.10.1949–12.08.2004)              | Partido do Movimento Democrático Brasileiro (PMDB) | 1.210 | 1º mandato  |
| 2  | Lucindo Bartolomeu Amaral (Encantado, 24.08.1951–)                    | Partido Democrático Social (PDS)                   | 1.118 | 1º mandato  |
| 3  | Denise Terezinha Hartmann Galeazzi                                    | Partido do Movimento Democrático Brasileiro (PMDB) | 1.062 | 1º mandato  |
| 4  | José Lima Gonçalves (1984) (Santo Ângelo, 12.01.1954–)                | Partido do Movimento Democrático Brasileiro (PMDB) | 938   | 2º mandato  |
| 5  | Sérgio Luiz Tonetto                                                   | Partido do Movimento Democrático Brasileiro (PMDB) | 933   | 1º mandato  |
| 6  | Jacob José Bergsleithner                                              | Partido do Movimento Democrático Brasileiro (PMDB) | 924   | 1º mandato  |
| 7  | Eduardo Inácio Pereira e Silva (Tupanciretã, 15.10.1951–)             | Partido Democrático Social (PDS)                   | 884   | 1º mandato  |
| 8  | Valdomiro Roberto                                                     | Partido Democrático Social (PDS)                   | 813   | 3º mandato  |
| 9  | Felice Valentin Colovini (1985)                                       | Partido Democrático Social (PDS)                   | 803   | 3º mandato  |
| 10 | Brasiliano de Lima (Tupanciretã, 09.01.1930–Santo Ângelo, 03.02.2019) | Partido Democrático Social (PDS)                   | 772   | 3º mandato  |
| 11 | Osvaldo Paula Teixeira                                                | Partido Democrático Social (PDS)                   | 772   | 1º mandato  |
| 12 | Ernesto Rolando Diel (Santo Ângelo, 02.08.1948–)                      | Partido Democrático Social (PDS)                   | 748   | 1º mandato  |
| 13 | Júlio Ubiratan dos Reis (1987) (Santo Ângelo, 08.05.1948–)            | Partido Democrático Social (PDS)                   | 741   | 1º mandato  |
| 14 | Pedro Réus Ribeiro Nardes (Santo Ângelo, 07.11.1957–)                 | Partido Democrático Social (PDS)                   | 712   | 1º mandato  |
| 15 | Bôrtolo Pizzolotto Neto (1983)                                        | Partido Democrático Social (PDS)                   | 677   | 3º mandato  |
| 16 | Dirceu Aurélio Milanesi                                               | Partido Democrático Social (PDS)                   | 675   | 1º mandato  |
| 17 | João Baptista Santos da Silva (Ijuí, 26.08.1945–)                     | Partido Democrático Trabalhista (PDT)              | 660   | 4º mandato  |
| 18 | João de Oliveira Costa                                                | Partido Democrático Trabalhista (PDT)              | 624   | 1º mandato  |
| 19 | Adroaldo Mousquer Loureiro (07 a 12.1988)                             | Partido Democrático Trabalhista (PDT)              | 602   | 1º mandato  |
| 20 | Arizolin Quaresma dos Santos (01 a 06.1988)                           | Partido do Movimento Democrático Brasileiro (PMDB) | 584   | 1º mandato  |
| 21 | Nercy Ramos Teixeira (1986) (Eugênio de Castro, 1948–)                | Partido Democrático Trabalhista (PDT)              | 543   | 1º mandato  |

## 19ª legislatura (1977–1982)
Estes são os vereadores eleitos nas eleições de 15 de novembro de 1976 e empossados em 31 de janeiro de 1977:
|    | Nome                                                                    | Partido                                | Votos | Observações |
| -- | ----------------------------------------------------------------------- | -------------------------------------- | ----- | ----------- |
| 1  | Mauro Azeredo (1979)                                                    | Aliança Renovadora Nacional (ARENA)    | 1.298 | 1º mandato  |
| 2  | Alberto Wachter (3 meses em 1982)                                       | Aliança Renovadora Nacional (ARENA)    | 1.259 | 1º mandato  |
| 3  | Augusto Ivan do Nascimento e Silva (1978)                               | Aliança Renovadora Nacional (ARENA)    | 987   | 1º mandato  |
| 4  | Valdomiro Roberto (1980)                                                | Aliança Renovadora Nacional (ARENA)    | 854   | 2º mandato  |
| 5  | João Luzardo Beck Aquino (10 meses em 1977)                             | Aliança Renovadora Nacional (ARENA)    | 845   | 1º mandato  |
| 6  | José Luiz Netto (Vitória das Missões, 17.01.1930–)                      | Movimento Democrático Brasileiro (MDB) | 828   | 1º mandato  |
| 7  | Constantino Martins Picarelli                                           | Movimento Democrático Brasileiro (MDB) | 749   | 1º mandato  |
| 8  | Brasiliano de Lima (Tupanciretã, 09.01.1930–Santo Ângelo, 03.02.2019)   | Aliança Renovadora Nacional (ARENA)    | 745   | 2º mandato  |
| 9  | Elói Bade (9 meses em 1982) (Ijuí, 31.01.1948–Santo Ângelo, 13.09.2017) | Aliança Renovadora Nacional (ARENA)    | 733   | 1º mandato  |
| 10 | Neri dos Santos Cavalheiro                                              | Movimento Democrático Brasileiro (MDB) | 728   | 1º mandato  |
| 11 | Avelino de Oliveira Martins                                             | Aliança Renovadora Nacional (ARENA)    | 719   | 3º mandato  |
| 12 | José Lima Gonçalves                                                     | Movimento Democrático Brasileiro (MDB) | 719   | 1º mandato  |
| 13 | João Baptista Santos da Silva (Ijuí, 26.08.1945–)                       | Movimento Democrático Brasileiro (MDB) | 714   | 3º mandato  |
| 14 | Eli Leite Taborda (–11.2017)                                            | Movimento Democrático Brasileiro (MDB) | 714   | 1º mandato  |
| 15 | Clóvis Jesus Severo (1981)                                              | Aliança Renovadora Nacional (ARENA)    | 710   | 1º mandato  |
| 16 | Miguel Duran Lozano                                                     | Movimento Democrático Brasileiro (MDB) | 692   | 1º mandato  |
| 17 | Orlando Segatto                                                         | Aliança Renovadora Nacional (ARENA)    | 688   | 1º mandato  |
| 18 | Leonildo João Possani                                                   | Movimento Democrático Brasileiro (MDB) | 687   | 2º mandato  |
| 19 | Felice Valentin Colovini (2 meses em 1977)                              | Aliança Renovadora Nacional (ARENA)    | 666   | 2º mandato  |

## 18ª legislatura (1973–1976)
Estes são os vereadores eleitos nas eleições de 15 de novembro de 1972 e empossados em 31 de janeiro de 1973:
|    | Nome                                                                  | Partido                             | Votos | Observações |
| -- | --------------------------------------------------------------------- | ----------------------------------- | ----- | ----------- |
| 1  | João Augusto Ribeiro Nardes                                           | Aliança Renovadora Nacional (ARENA) | 1.826 | 1º mandato  |
| 2  | Luiz Valdir Andres (1973)                                             | Aliança Renovadora Nacional (ARENA) | 1.644 | 1º mandato  |
| 3  | Clemente Rocha Bandeira                                               | Aliança Renovadora Nacional (ARENA) | 1.457 | 1º mandato  |
| 4  | Ricardo Azambuja Ribas                                                | Aliança Renovadora Nacional (ARENA) | 1.325 | 1º mandato  |
| 5  | Tancredo dos Santos Moraes                                            | Aliança Renovadora Nacional (ARENA) | 1.182 | 3º mandato  |
| 6  | Bôrtolo Pizzolotto Neto                                               | Aliança Renovadora Nacional (ARENA) | 1.094 | 2º mandato  |
| 7  | Felice Valentin Colovini                                              | Aliança Renovadora Nacional (ARENA) | 934   | 1º mandato  |
| 8  | Fredolino Zenkner                                                     | Aliança Renovadora Nacional (ARENA) | 895   | 3º mandato  |
| 9  | Avelino de Oliveira Martins                                           | Aliança Renovadora Nacional (ARENA) | 886   | 2º mandato  |
| 10 | Nelo Querino Bade (–26.01.2001)                                       | Aliança Renovadora Nacional (ARENA) | 825   | 3º mandato  |
| 11 | Ernesto Grasel                                                        | Aliança Renovadora Nacional (ARENA) | 756   | 1º mandato  |
| 12 | Albino Buzzato                                                        | Aliança Renovadora Nacional (ARENA) | 752   | 2º mandato  |
| 13 | Harry Streppel (1974) e (1976)                                        | Aliança Renovadora Nacional (ARENA) | 744   | 1º mandato  |
| 14 | Carlos Calixto Sartori                                                | Aliança Renovadora Nacional (ARENA) | 705   | 1º mandato  |
| 15 | Valdomiro Roberto (1975)                                              | Aliança Renovadora Nacional (ARENA) | 628   | 1º mandato  |
| 16 | Brasiliano de Lima (Tupanciretã, 09.01.1930–Santo Ângelo, 03.02.2019) | Aliança Renovadora Nacional (ARENA) | 613   | 1º mandato  |
| 17 | Antonio Nascimento Freitas                                            | Aliança Renovadora Nacional (ARENA) | 613   | 1º mandato  |

## 17ª legislatura (1969–1972)
Estes são os vereadores eleitos nas eleições de 15 de novembro de 1968 e empossados em 31 de janeiro de 1969:
|    | Nome                                                                               | Partido                                | Votos | Observações |
| -- | ---------------------------------------------------------------------------------- | -------------------------------------- | ----- | ----------- |
| 1  | Carlos Wilson Schröeder (1969) e (1972) (–2001)                                    | Aliança Renovadora Nacional (ARENA)    | 1.450 | 1º mandato  |
| 2  | Tancredo dos Santos Moraes                                                         | Aliança Renovadora Nacional (ARENA)    | 989   | 2º mandato  |
| 3  | Allan Edson Moreno Fonseca                                                         | Movimento Democrático Brasileiro (MDB) | 916   | 1º mandato  |
| 4  | Irineu Alfredo Ronconi                                                             | Movimento Democrático Brasileiro (MDB) | 835   | 1º mandato  |
| 5  | Fredolino Zenkner (1971)                                                           | Aliança Renovadora Nacional (ARENA)    | 811   | 2º mandato  |
| 6  | Wilmar Aramis Kaercher (1970)                                                      | Aliança Renovadora Nacional (ARENA)    | 778   | 2º mandato  |
| 7  | Nelo Querino Bade (–26.01.2001)                                                    | Aliança Renovadora Nacional (ARENA)    | 757   | 2º mandato  |
| 8  | Brilmar Zimmermman Dezengrini (Santo Ângelo, 30.10.1931–Florianópolis, 04.11.2013) | Movimento Democrático Brasileiro (MDB) | 657   | 1º mandato  |
| 9  | Vergílio Copetti (Ivorá, 28.03.1921–Ijuí, 08.01.2010)                              | Aliança Renovadora Nacional (ARENA)    | 487   | 1º mandato  |
| 10 | Alfeu Nilson Malmann (São Luiz Gonzaga, 1929–Porto Alegre, 27.05.2010)             | Aliança Renovadora Nacional (ARENA)    | 466   | 1º mandato  |
| 11 | Luiz Carlos Sabo                                                                   | Movimento Democrático Brasileiro (MDB) | 447   | 1º mandato  |
| 12 | João Alberto Machado                                                               | Movimento Democrático Brasileiro (MDB) | 424   | 2º mandato  |
| 13 | João Baptista Santos da Silva (Ijuí, 26.08.1945–)                                  | Movimento Democrático Brasileiro (MDB) | 422   | 2º mandato  |
| 14 | Albino Buzzato                                                                     | Aliança Renovadora Nacional (ARENA)    | 382   | 1º mandato  |
| 15 | Avelino de Oliveira Martins                                                        | Aliança Renovadora Nacional (ARENA)    | 363   | 1º mandato  |

## 16ª legislatura (1963–1968)
Estes são os vereadores que foram empossados em 31 de dezembro de 1963:
|    | Nome                                         | Partido | Votos | Observações |
| -- | -------------------------------------------- | ------- | ----- | ----------- |
| 1  | Alcebíades Ribas                             |         |       | 2º mandato  |
| 2  | Bôrtolo Pizzolotto Neto                      |         |       | 1º mandato  |
| 3  | Fredolino Zenkner                            |         |       | 1º mandato  |
| 4  | Genaro Krebs                                 |         |       | 1º mandato  |
| 5  | João Alberto Machado                         |         |       | 1º mandato  |
| 6  | João Carlos Peppel                           |         |       | 1º mandato  |
| 7  | Jordão França de Bittencourt                 |         |       | 2º mandato  |
| 8  | Leonildo João Possani                        |         |       | 1º mandato  |
| 9  | Ludovico Rigotti                             |         |       | 1º mandato  |
| 10 | Nelo Querino Bade (–26.01.2001)              |         |       | 1º mandato  |
| 11 | Orlando Sparta de Souza (1964) e (1967-1968) |         |       | 2º mandato  |
| 12 | Ricardo Leônidas Ribas (1963-1966)           |         |       | 1º mandato  |
| 13 | Tancredo dos Santos Moraes (1968)            |         |       | 1º mandato  |
| 14 | Vergilino Copetti                            |         |       | 1º mandato  |
| 15 | Wilmar Aramis Kaercher                       |         |       | 1º mandato  |

## 15ª legislatura (1959–1963)
Estes são os vereadores eleitos nas eleições de 15 de novembro de 1959 e empossados em 31 de dezembro do mesmo ano:
|    | Nome                               | Partido                                | Votos | Observações |
| -- | ---------------------------------- | -------------------------------------- | ----- | ----------- |
| 1  | José Alcebíades de Oliveira (1960) | Partido Social Democrático (PSD)       | 981   | 2º mandato  |
| 2  | Matheus Prado Beck                 | Partido Trabalhista Brasileiro (PTB)   | 707   | 1º mandato  |
| 3  | Guido Emmel                        | Partido Trabalhista Brasileiro (PTB)   | 683   | 1º mandato  |
| 4  | Pedro Osório do Nascimento (1961)  | Partido Social Democrático (PSD)       | 653   | 2º mandato  |
| 5  | Orlando Sparta de Souza (1962)     | Partido Social Democrático (PSD)       | 652   | 1º mandato  |
| 6  | Alcebíades Ribas                   | Partido Trabalhista Brasileiro (PTB)   | 584   | 1º mandato  |
| 7  | Severino Verri                     | Partido Trabalhista Brasileiro (PTB)   | 458   | 3º mandato  |
| 8  | Orlando Frizzo                     | Partido Trabalhista Brasileiro (PTB)   | 440   | 1º mandato  |
| 9  | Jordão França de Bittencourt       | Partido Libertador (PL)                | 422   | 1º mandato  |
| 10 | Aníbal Lourenço Dalla Corte        | Partido Social Democrático (PSD)       | 414   | 1º mandato  |
| 11 | Gabriel Pires de Freitas           | Partido Social Democrático (PSD)       | 404   | 1º mandato  |
| 12 | Eloy Mousquer                      | Partido Trabalhista Brasileiro (PTB)   | 393   | 1º mandato  |
| 13 | Mário Antunes de Oliveira          | Partido Social Democrático (PSD)       | 373   | 2º mandato  |
| 14 | Henrique Bergoli                   | Partido Libertador (PL)                | 309   | 1º mandato  |
| 15 | João Antunes Fernandes Filho       | Partido de Representação Popular (PRP) | 275   | 1º mandato  |

## 14ª legislatura (1955–1959)
Estes são os vereadores eleitos que foram empossados na câmara municipal em 31 de dezembro de 1955:
|    | Nome                           | Partido | Votos | Observações |
| -- | ------------------------------ | ------- | ----- | ----------- |
| 1  | Alvino Schwengeber (1956)      |         |       | 1º mandato  |
| 2  | Augusto Jaeger                 |         |       | 1º mandato  |
| 3  | Bazilisso Leite                |         |       | 1º mandato  |
| 4  | Carlos Osvar Tiefenser         |         |       | 1º mandato  |
| 5  | Cristiano Batista Kruel (1959) |         |       | 1º mandato  |
| 6  | Hed Santos Borges (1957-1958)  |         |       | 1º mandato  |
| 7  | Jordão França Bittencourt      |         |       | 1º mandato  |
| 8  | José Alcebíades de Oliveira    |         |       | 1º mandato  |
| 9  | José Atanásio de Moura         |         |       | 1º mandato  |
| 10 | José Calábria Filho            |         |       | 1º mandato  |
| 11 | Luiz Fernando Crespo de Souza  |         |       | 1º mandato  |
| 12 | Marcelo Mioso                  |         |       | 1º mandato  |
| 13 | Mário Antunes de Oliveira      |         |       | 1º mandato  |
| 14 | Narciso Xavier de Freitas      |         |       | 1º mandato  |
| 15 | Pedro Osório do Nascimento     |         |       | 1º mandato  |

## 13ª legislatura (1951–1955)
Estes são os vereadores eleitos que foram empossados na câmara municipal em 31 de dezembro de 1951:
|    | Nome                                  | Partido | Votos | Observações |
| -- | ------------------------------------- | ------- | ----- | ----------- |
| 1  | Adelino Ferrassa                      |         |       | 1º mandato  |
| 2  | Aládio Ferreira da Silva              |         |       | 1º mandato  |
| 3  | Alcides Costa                         |         |       | 1º mandato  |
| 4  | Alfredo Pereira dos Santos            |         |       | 1º mandato  |
| 5  | Alvino Schwengeber                    |         |       | 1º mandato  |
| 6  | Amândio Gotbiel Jalm                  |         |       | 1º mandato  |
| 7  | Carlos Oscar Tiefenser                |         |       | 1º mandato  |
| 8  | Helmut Sebresfeiner                   |         |       | 1º mandato  |
| 9  | Licídio Antunes Oliveira              |         |       | 1º mandato  |
| 10 | Miguel Francisco Szotskiewski         |         |       | 1º mandato  |
| 11 | Neiva Machado da Silveira (1951-1954) |         |       | 1º mandato  |
| 12 | Nicolau Leite de Oliveira             |         |       | 1º mandato  |
| 13 | Nicolau Theobaldo Kreber              |         |       | 1º mandato  |
| 14 | Severino Verri (1955)                 |         |       | 1º mandato  |
| 15 | Vicente Manoel de Deus                |         |       | 1º mandato  |

## 12ª legislatura (1947–1951)
Estes são os vereadores eleitos que assumiram a câmara municipal em 30 de novembro de 1947:
|    | Nome                              | Partido | Votos | Observações |
| -- | --------------------------------- | ------- | ----- | ----------- |
| 1  | Alfredo Leopoldo Fett (1948-1950) |         |       | 1º mandato  |
| 2  | Alfredo Pereira dos Santos        |         |       | 1º mandato  |
| 3  | Aparício Martins Bittencourt      |         |       | 1º mandato  |
| 4  | Arnaldo Scholz                    |         |       | 1º mandato  |
| 5  | Arno Arcênio Burmann              |         |       | 1º mandato  |
| 6  | Augusto do Nascimento e Silva     |         |       | 1º mandato  |
| 7  | Carlos Ceslau Sawitski            |         |       | 1º mandato  |
| 8  | Carlos Francisco Agnst            |         |       | 1º mandato  |
| 9  | Cristiano Stumm                   |         |       | 1º mandato  |
| 10 | Lugdero Beck                      |         |       | 1º mandato  |
| 11 | Milton Beck Machado               |         |       | 1º mandato  |
| 12 | Nicolau Wilibaldo Jonner          |         |       | 1º mandato  |
| 13 | Pedro Cordenonzi                  |         |       | 1º mandato  |
| 14 | Severino Verri                    |         |       | 1º mandato  |
| 15 | Vilarim Rodrigues                 |         |       | 1º mandato  |
| 16 | Vitor Hugo Optiz                  |         |       | 1º mandato  |
| 17 | Vitório Amaral Cattani            |         |       | 1º mandato  |

## 11ª legislatura (1936–1937)
Estes são os vereadores eleitos que assumiram a câmara municipal em 24 de fevereiro de 1936:
|   | Nome                          | Observações |
| - | ----------------------------- | ----------- |
| 1 | Alfredo Pereira dos Santos    |             |
| 2 | Augusto do Nascimento e Silva |             |
| 3 | Frederico Leopoldo Uhry       |             |
| 4 | José Carlos Kist              |             |
| 5 | José Guilherme Seger          |             |
| 6 | José Olavo Machado            |             |
| 7 | Zeferino Soares               |             |

Obs.: Em 10 de novembro de 1937, quando a legislatura da Câmara transcorria tranquila, como o Golpe onde foi deposto Getúlio Vargas fechava-se novamente o Poder Legislativo.

## 10ª legislatura (1920–1930)
Estes são os conselheiros que assumiram o Conselho Municipal em 4 de julho de 1920:
|   | Nome                        | Observações |
| - | --------------------------- | ----------- |
| 1 | Antonio Backs               |             |
| 2 | Frederico Orthmann          |             |
| 3 | Frederico Schpfleitner      |             |
| 4 | Guilherme Carison           |             |
| 5 | José Olavo Machado          |             |
| 6 | Theodomiro Luciano de Souza |             |

Obs.: Perduraram esses nomes até 20 de novembro de 1930, quando foram dissolvidos os Legislativos através do Decreto nº 19.398, de 11 de novembro de 1900. O Legislativo seria exercido por três conselheiros nomeados.

## 9ª legislatura (1904–1920)
Estes são os conselheiros que assumiram o Conselho Municipal em 13 de julho de 1904:
|    | Nome                            | Observações |
| -- | ------------------------------- | ----------- |
| 1  | Rev. Cônego Francisco R. Morano |             |
| 2  | Herculano Cardoso Medeiros      |             |
| 3  | João Carlos Licht               |             |
| 4  | João da Silva Monteiro          |             |
| 5  | Júlio Albrecht                  |             |
| 6  | Manoel Agostinho Schom          |             |
| 7  | Nicanor Beck                    |             |
| 8  | Pedro Solano Correia Dornelles  |             |
| 9  | Teodomiro Reis                  |             |
| 10 | Valério Ribeiro Nardes          |             |

## 8ª legislatura (1900–1904)
Estes são os conselheiros que assumiram o Conselho Municipal em 3 de julho de 1900:
|   | Nome                            | Observações |
| - | ------------------------------- | ----------- |
| 1 | Antero José Bittencourt         |             |
| 2 | Bernardino Nascimento e Silva   |             |
| 3 | Rev. Cônego Francisco R. Morano |             |
| 4 | João Henrique Facin             |             |
| 5 | João da Silva Monteiro          |             |
| 6 | José Zimermann                  |             |
| 7 | Pacífico Correa Dornelles       |             |

## 7ª legislatura (1900)
Estes são os conselheiros que assumiram o Conselho Municipal em 1º de janeiro de 1900:
|   | Nome                      | Observações |
| - | ------------------------- | ----------- |
| 1 | Bráulio Oliveira          |             |
| 2 | Domingos Veríssimo Correa |             |
| 3 | José Mercau               |             |
| 4 | José Oliveira Bueno       |             |
| 5 | Octaviano Cortes Lourega  |             |

## 6ª legislatura (1892–1899)
Estes são os conselheiros que assumiram o Conselho Municipal em 4 de julho de 1892:
|   | Nome                          | Observações |
| - | ----------------------------- | ----------- |
| 1 | Antonio de Oliveira Pinto     |             |
| 2 | Belarmino Cortes Taborda      |             |
| 3 | Ernesto Kruel                 |             |
| 4 | Cel. Firmino de Paula e Silva |             |
| 5 | Frederico Beck                |             |
| 6 | João Biermann                 |             |
| 7 | Teodorico José Correa         |             |

Tendo sido nomeado por ato do governo do Estado, de 27 de agosto de 1892, Intendente do município o coronel Firmino de Paula e Silva e ocorrendo o falecimento do conselheiro tenente-coronel Ernesto Kruel e a renúncia de Belarmino Corrêa Taborda e Frederico Beck, teve que ser procedida nova eleição para o preenchimento dos cargos existentes no Conselho, que teve lugar em 10 de outubro de 1894, sendo eleitos os seguintes cidadãos:
|   | Nome                      | Observações |
| - | ------------------------- | ----------- |
| 1 | Bráulio Oliveira          |             |
| 2 | Christiano Kruel Sobrinho |             |
| 3 | Joaquim Antonio Rodrigues |             |
| 4 | José de Oliveira Bueno    |             |

## 5ª legislatura (1887–1890)
Estes são os cidadãos que constituíram a última câmara do Império, assumindo em 7 de janeiro de 1887:
|   | Nome                               | Observações |
| - | ---------------------------------- | ----------- |
| 1 | Bento Gonçalves Xavier de Azambuja |             |
| 2 | Ernesto Kruel                      |             |
| 3 | Ten. Cel. João Antônio Rodrigues   |             |
| 4 | João Biermann                      |             |
| 5 | João Demétrio Machado              |             |
| 6 | João Henrique Dam                  |             |
| 7 | Matheus Beck                       |             |

Obs.: Foi esta a última Câmara Municipal dissolvida após a Proclamação da República do Brasil por ato do Governo do Estado de 24 de fevereiro de 1890, sendo nomeados os cidadãos Francisco de Souza Ribeiro Dantas Filho, Cel. João Antônio Rodrigues, Major Ernesto Kruel para, em comissão, administrarem o município, sob a denominação de Junta Municipal, que entrou em exercício no dia 21 de março do mesmo ano.
Em 7 de janeiro de 1891 procedeu-se a eleição do Presidente e Vice-Presidente da Intendência para o corrente ano, que recaiu nos cidadãos Ernesto Kruel para Presidência e Francisco Beck para Vice-presidência, fazendo parte como membro da junta o cidadão João Biermann.
Em 19 de fevereiro de 1892 prestaram compromissos e assumiram a administração os cidadãos nomeados pelo Presidente do Estado: Cap. Matheus João da Silva Monteiro e Vicente José Rodrigues, sendo o primeiro substituído por Jorge Henrique Cassel.

## 4ª legislatura (1883–1886)
Estes são os cidadãos que foram empossados na câmara em 7 de janeiro de 1883:
|   | Nome                              | Observações |
| - | --------------------------------- | ----------- |
| 1 | Ten. Cel. Bernardo José Rodrigues |             |
| 2 | Christiano Kruel Sobrinho         |             |
| 3 | Germano Hoffmeister               |             |
| 4 | Ten. Cel. João Antônio Rodrigues  |             |
| 5 | Ten. Cel. João Demétrio Machado   |             |
| 6 | Jorge Henrique Cassel             |             |
| 7 | Venâncio de Oliveira Aires        |             |

## 3ª legislatura (1881–1882)
Estes são os cidadãos que foram empossados na câmara em 7 de janeiro de 1881:
|   | Nome                                | Observações |
| - | ----------------------------------- | ----------- |
| 1 | Bernardo José Rodrigues             |             |
| 2 | Henrique Uflacker                   |             |
| 3 | Jacob Beck                          |             |
| 4 | Ten. Cel. João Demétrio Machado     |             |
| 5 | Cel. Joaquim Gomes Pinheiro Machado |             |
| 6 | Jorge Henrique Cassel               |             |
| 7 | Salvador Antunes Ribas              |             |
| 8 | Venâncio de Oliveira Aires          |             |
| 9 | Vicente Rodrigues                   |             |

## 2ª legislatura (1875–1880)
Estes são os cidadãos que assumiram a câmara em 5 de janeiro de 1875:
|    | Nome                             | Observações |
| -- | -------------------------------- | ----------- |
| 1  | Alferes Pinheiro Machado         |             |
| 2  | Ten. Bernardo José Rodrigues     |             |
| 3  | Francisco Franco da Silva        |             |
| 4  | Gaspar Antunes da Silva          |             |
| 5  | Ten. Cel. João Antônio Rodrigues |             |
| 6  | João Cassol Sobrinho             |             |
| 7  | João Henrique Licht              |             |
| 8  | José Manoel do Nascimento        |             |
| 9  | José Manoel Vieira               |             |
| 10 | José Marques de Meneses          |             |
| 11 | Justino Gonçalves de Oliveira    |             |

## 1ª legislatura (1873–1874)
Estes foram os cidadãos que instalaram a primeira legislatura em 30 de novembro de 1873:
|   | Nome                           | Observações |
| - | ------------------------------ | ----------- |
| 1 | Damaso Ribeiro Nardes          |             |
| 2 | Felisberto da Silveira Marques |             |
| 3 | Francisco de Almeida           |             |
| 4 | João Cardoso de Aguiar         |             |
| 5 | João Ernesto Kruel             |             |
| 6 | Joaquim da Silva Lourega       |             |
| 7 | Pacífico Antônio de Carvalho   |             |

## Legenda
| cor  | significado          |
| Bege | Presidente da Câmara |
| Azul | Suplente             |